# Sebastián Eslava
Sebastián Eslava Vélez (Bogotá, 15 de marzo de 1985) es un actor y cineasta colombiano.

## Filmografía

### Televisión
| Año       | Título                               | Personaje               | Canal              |
| --------- | ------------------------------------ | ----------------------- | ------------------ |
| 2023      | Emma Reyes: La huella de la infancia | Ricardo                 | Señal Colombia     |
| 2021      | MalaYerba                            | Félix                   | Starzplay          |
| 2021      | De brutas, nada 2                    |                         | Amazon Prime Vídeo |
| 2019-2020 | Siempre bruja                        | Esteban / Lucien        | Netflix            |
| 2019      | Distrito salvaje                     | Mérida                  | Netflix            |
| 2018      | Paraíso Travel                       | Marlon Cruz             | Canal RCN          |
| 2017      | Narcos                               | Nicolás Rodríguez       | Netflix            |
| 2017      | Venganza                             | Enrique Castaño "Kike"  | Canal RCN          |
| 2016      | La niña                              | Manuel Monsalve         | Caracol Televisión |
| 2014      | La viuda negra                       | Robert Jones            | UniMás             |
| 2013      | Mamá también                         | Martín Olarte           | Canal RCN          |
| 2011      | Infiltrados                          |                         | Caracol Televisión |
| 2010      | La Pola                              | Felipe                  | Canal RCN          |
| 2009-2010 | Niños ricos, pobres padres           | Miguel Zabala           | Telemundo          |
| 2008      | Aquí no hay quien viva               | Álex Guerra             | Canal RCN          |
| 2007-2008 | Victoria                             | Francisco Vélez "Pacho" | Telemundo          |

### Cine
| Año  | Título               | Personaje            | Nota |
| ---- | -------------------- | -------------------- | ---- |
| 2023 | Pepe Cáceres         | Pepe Cáceres         |      |
| 2016 | Pablo                | Pablo Hinestrosa JR. |      |
| 2015 | Bastards y Diablos   | Gabriel              |      |
| 2007 | El percance perfecto | Lucio                |      |

### Como director
| Año  | Título       | Notas                |
| ---- | ------------ | -------------------- |
| 2023 | Pepe Cáceres | También protagonista |

## Premios y nominaciones

### Premios India Catalina
| Año  | Categoría                                     | Telenovela o Serie | Resultado |
| ---- | --------------------------------------------- | ------------------ | --------- |
| 2017 | Mejor actor protagónico de telenovela o serie | La niña            | Ganador   |

### Premios TVyNovelas
| Año  | Categoría                        | Telenovela o Serie | Resultado |
| ---- | -------------------------------- | ------------------ | --------- |
| 2017 | Mejor actor protagónico de serie | La niña            | Ganador   |